# تل الأحمر
تل الأحمر أو رأس الأحمر جبل بركاني يقع غرب قرية بقعاثا في هضبة الجولان في سوريا ويبلغ ارتفاعه 1,100 متر (3,600 قدم).